# Самаркандское водохранилище
Самарка́ндское водохрани́лище или Самаркан (Темиртауское водохранилище, Нуринское водохранилище) — водохранилище на Нуре в Карагандинской области Казахстана.
Водохранилище образовано в 1941 году. Длина — 20 км, ширина — 7 км. Площадь 84 км², объём 0,260 км³.
Самаркандское водохранилище расположено на высоте 489 м над уровнем моря в верхнем течении реки Нура. На южном и западном берегах водохранилища расположен город Темиртау.
Воду используют предприятия города Темиртау — Карметкомбинат, ТЭМК, электростанции (КарГРЭС-1, ТЭЦ-2, ТЭЦ-ПВС) и др.